# Syzygium gjellerupii
Syzygium gjellerupii är en myrtenväxtart som beskrevs av Carl Karl Adolf Georg Lauterbach. Syzygium gjellerupii ingår i släktet Syzygium och familjen myrtenväxter. Inga underarter finns listade i Catalogue of Life.